# Jack Aitken
Jack Aitken (* 23. září 1995, Londýn, Anglie, Velká Británie) je britský automobilový závodník britsko-korejského původu. Je vicemistrem GP3 (2017) a šampionem Formule Renault 2.0 Alps (2015), Eurocup Formule Renault 2.0 (2015) a Pro Mazda Winterfest (2015). Při Grand Prix Sachíru 2020 debutoval v F1, když nahradil George Russella v monopostu Williams.

## Kompletní výsledky
| Legenda k tabulce | Legenda k tabulce                                                                       |
| Barva             | Výsledek                                                                                |
| ----------------- | --------------------------------------------------------------------------------------- |
| Zlatá             | Vítěz                                                                                   |
| Stříbrná          | 2. místo                                                                                |
| Bronzová          | 3. místo                                                                                |
| Zelená            | Bodované umístění                                                                       |
| Modrá             | Nebodované umístění                                                                     |
| Modrá             | Dokončil neklasifikován (NC)                                                            |
| Fialová           | Odstoupil (Ret)                                                                         |
| Červená           | Nekvalifikoval se (DNQ)                                                                 |
| Červená           | Nepředkvalifikoval se (DNPQ)                                                            |
| Černá             | Diskvalifikován (DSQ)                                                                   |
| Bílá              | Nestartoval (DNS)                                                                       |
| Bílá              | Závod zrušen (C)                                                                        |
| Světle modrá      | Pouze trénoval (PO)                                                                     |
| Světle modrá      | Páteční testovací jezdec (TD)                                                           |
| Bez barvy         | Netrénoval (DNP)                                                                        |
| Bez barvy         | Vyřazen (EX)                                                                            |
| Bez barvy         | Nepřijel (DNA)                                                                          |
| Bez barvy         | Odvolal účast (WD)                                                                      |
| Bez barvy         | Nezúčastnil se (prázdné)                                                                |
| Označení          | Význam                                                                                  |
| Tučnost           | Pole position                                                                           |
| Kurzíva           | Nejrychlejší kolo                                                                       |
| †                 | Jezdec nedojel do cíle, ale byl klasifikován, protože odjel více než 90 % délky závodu. |
| ‡                 | Byl udělován poloviční počet bodů, protože bylo odjeto méně než 75 % délky závodu.      |
| Horní index       | Umístění bodujících jezdců ve sprintu                                                   |

### Formule 1
| Rok  | Tým                    | Šasi           | Motor                                       | 1   | 2      | 3   | 4   | 5   | 6   | 7   | 8   | 9   | 10  | 11  | 12  | 13  | 14  | 15  | 16     | 17  | 18  | 19  | 20  | 21  | 22     | Body | Umístění  |
| ---- | ---------------------- | -------------- | ------------------------------------------- | --- | ------ | --- | --- | --- | --- | --- | --- | --- | --- | --- | --- | --- | --- | --- | ------ | --- | --- | --- | --- | --- | ------ | ---- | --------- |
| 2020 | Sofina Williams Racing | Williams FW43  | Mercedes-Benz M11 EQ Performance 1,6 V6 t   | AUT | STY TD | HUN | GBR | 70A | ESP | BEL | ITA | TUS | RUS | EIF | POR | EMI | TUR | BHR | SKR 16 | ABU |     |     |     |     |        | 0    | 22. místo |
| 2021 | Williams Racing        | Williams FW43B | Mercedes–AMG F1 M12 EQ Performance 1,6 V6 t | BHR | EMI    | POR | ESP | MON | AZE | FRA | STY | AUT | GBR | HUN | BEL | NED | ITA | RUS | TUR    | USA | MXC | SAP | QAT | SAU | ABU TD | –    | –         |

### GP3 Series
| Rok  | Tým                 | 1           | 2          | 3         | 4         | 5          | 6         | 7         | 8           | 9         | 10         | 11        | 12        | 13        | 14        | 15         | 16        | 17        | 18        | PJ | Body |
| ---- | ------------------- | ----------- | ---------- | --------- | --------- | ---------- | --------- | --------- | ----------- | --------- | ---------- | --------- | --------- | --------- | --------- | ---------- | --------- | --------- | --------- | -- | ---- |
| 2016 | Arden International | CAT FEA 20  | CAT SPR 19 | RBR FEA 9 | RBR SPR 5 | SIL FEA 13 | SIL SPR 6 | HUN FEA 9 | HUN SPR 6   | HOC FEA 6 | HOC SPR 2  | SPA FEA 5 | SPA SPR 1 | MNZ FEA 2 | MNZ SPR 5 | SEP FEA 2  | SEP SPR 3 | YMC FEA 3 | YMC SPR 2 | 5. | 148  |
| 2017 | ART Grand Prix      | CAT FEA Ret | CAT SPR 12 | RBR FEA 2 | RBR SPR 5 | SIL FEA 4  | SIL SPR 2 | HUN FEA 1 | HUN SPR Ret | SPA FEA 2 | SPA SPR 18 | MNZ FEA 2 | MNZ SPR C | JER FEA 3 | JER SPR 6 | YMC FEA 14 | YMC SPR 8 |           |           | 2. | 141  |

### Formule V8 3.5
| Rok  | Tým           | 1     | 2     | 3     | 4     | 5     | 6     | 7     | 8     | 9     | 10    | 11    | 12    | 13    | 14    | 15        | 16      | 17       | 18      | PJ  | Body |
| ---- | ------------- | ----- | ----- | ----- | ----- | ----- | ----- | ----- | ----- | ----- | ----- | ----- | ----- | ----- | ----- | --------- | ------- | -------- | ------- | --- | ---- |
| 2016 | RP Motorsport | ALC 1 | ALC 2 | HUN 1 | HUN 2 | SPA 1 | SPA 2 | LEC 1 | LEC 2 | SIL 1 | SIL 2 | RBR 1 | RBR 2 | MNZ 1 | MNZ 2 | JER 1 DSQ | JER 2 4 | CAT 1 11 | CAT 2 9 | 15. | 14   |

### Formule 2
| Rok  | Tým            | 1           | 2          | 3          | 4          | 5          | 6          | 7           | 8           | 9          | 10          | 11          | 12         | 13         | 14         | 15         | 16         | 17          | 18         | 19          | 20        | 21          | 22           | 23         | 24         | PJ   | Body |
| ---- | -------------- | ----------- | ---------- | ---------- | ---------- | ---------- | ---------- | ----------- | ----------- | ---------- | ----------- | ----------- | ---------- | ---------- | ---------- | ---------- | ---------- | ----------- | ---------- | ----------- | --------- | ----------- | ------------ | ---------- | ---------- | ---- | ---- |
| 2018 | ART Grand Prix | BHR FEA 9   | BHR SPR 18 | BAK FEA 2  | BAK SPR 11 | CAT FEA 6  | CAT SPR 1  | MON FEA 7   | MON SPR Ret | LEC FEA 11 | LEC SPR DNS | RBR FEA Ret | RBR SPR 18 | SIL FEA 13 | SIL SPR 12 | HUN FEA 4  | HUN SPR 10 | SPA FEA 11  | SPA SPR 10 | MNZ FEA 17† | MNZ SPR 8 | SOC FEA 14  | SOC SPR Ret  | YMC FEA 10 | YMC SPR 13 | 11th | 63   |
| 2019 | Campos Racing  | BHR FEA 7   | BHR SPR 11 | BAK FEA 1  | BAK SPR 3  | CAT FEA 2  | CAT SPR 8  | MON FEA 17† | MON SPR 13  | LEC FEA 3  | LEC SPR 4   | RBR FEA 10  | RBR SPR 18 | SIL FEA 5  | SIL SPR 1  | HUN FEA 3  | HUN SPR 5  | SPA FEA C   | SPA SPR C  | MNZ FEA 8   | MNZ SPR 1 | SOC FEA 7   | SOC SPR 11   | YMC FEA 11 | YMC SPR 10 | 5.   | 159  |
| 2020 | Campos Racing  | RBR1 FEA 15 | RBR1 SPR 8 | RBR2 FEA 9 | RBR2 SPR 6 | HUN FEA 13 | HUN SPR 19 | SIL1 FEA 13 | SIL1 SPR 8  | SIL2 FEA 3 | SIL2 SPR 3  | CAT FEA 18† | CAT SPR 18 | SPA FEA 13 | SPA SPR 17 | MNZ FEA 13 | MNZ SPR 7  | MUG FEA Ret | MUG SPR 13 | SOC FEA 6   | SOC SPR 4 | BHR1 FEA 10 | BHR1 SPR 17† | BHR2 FEA   | BHR2 SPR   | 14.  | 48   |